# Konflikt o spław Regą
Konflikt o spław Regą – jeden z zatargów handlowych na Pomorzu między Gryficami a białobockim klasztorem i Trzebiatowem, trwający w latach 1317–1686.
Wydane przywileje dla miast, w tym prawo składu dla Trzebiatowa oraz pośredni udział w związku hanzeatyckim, spowodowały ponad 350-letni zatarg o wolny spław rzeką Regą . Przedmiotem konfliktu były, między innymi, dochody Gryfic z połowu, handlu rzecznego i morskiego. W XIV wieku Gryfice wiodły spór z klasztorem norbertanów, a od XV wieku zbrojny konflikt z Trzebiatowem. Położenie Gryfic nad rzeką Regą oraz przedsiębiorczość gryfickich rybaków i kupców wywoływały zazdrość innych ośrodków, w tym Trzebiatowa. Mimo pozytywnego rozstrzygnięcia sporu na rzecz Gryfic, Trzebiatów prowadził zabiegi utrudniające wolny spław Regą . Spór zakończył się w pierwszej połowie XVIII wieku, kiedy to koryto rzeki uległo zamuleniu, obniżył się poziom wód, a sama Rega stała się nieżeglowna.

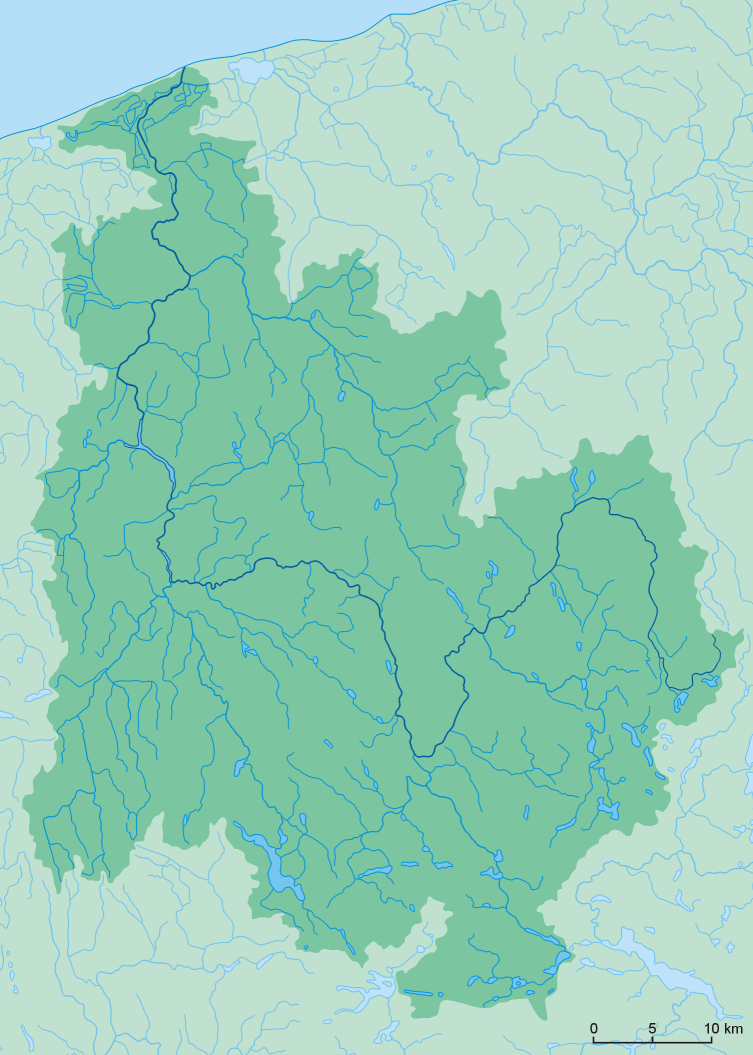
Rega z dorzeczem

## Podłoże konfliktu

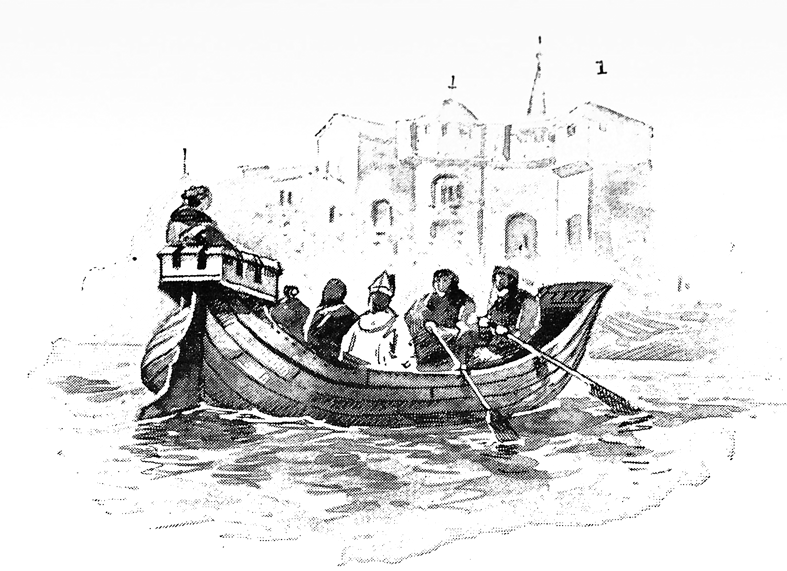
Łodzie rybacko-handlowe

### Przywileje
Dzięki przywilejom uzyskanym przy nadaniu praw miejskich Gryficom w 1262 i ich potwierdzeniu w 1264 rybacy mogli swobodnie prowadzić połowy, a kupcy handel rzeczny i morski. Dostęp do morza przyczyniał się do rozwoju miasta i kontaktów z miastami nadmorskimi. Trzebiatów, położony na północ (bliżej ujścia rzeki do morza), podobne przywileje otrzymał w 1287, natomiast prawo składu w 1303 . W 1306 książę Bogusław IV przyznał klasztorowi norbertanów w Białobokach oraz mieszkańcom klasztornego Regoujścia wolność celną podczas żeglugi na Redze oraz w obrębie mili od brzegu na obszarze morza.
W tym samym roku Trzebiatów odkupił od Bogusława IV za 150 marek prawo pobierania cła przez urzędników miasta w porcie Regoujście.
W 1309 r. Trzebiatów uzyskał prawo połowu na Bałtyku . W 1322 r. Warcisław IV wydał dla Trzebiatowa przywilej kontroli nad portem Regoujście. Dzięki temu przywilejowi mieszczanie trzebiatowscy oraz kupcy (w tym zamiejscowi) mogli sporządzać listy na wywóz towarów i innych produktów. Wystawianiem list wywozowych zajmowała się Rada miejska w Trzebiatowie. Pobierane opłaty kupcy uznali za zbyt wysokie, składając liczne skargi.

### Członkostwo w Hanzie
Rozwój handlu obu miast rozpoczął się po ich przystąpieniu do związku hanzeatyckiego w drugiej połowie XIV w. Jak wskazują mediewiści, członkostwo w związku miało charakter pośredni. G. Kratz, J. Mitkowski oraz P. Żak wskazywali, że Gryfice i Trzebiatów nie były bezpośrednimi członkami Hanzy, lecz podlegać miały pod portowe miasto Kołobrzeg, które reprezentowało interesy obu miast. Wśród miast pomorskich jedynie 6 było bezpośrednimi a 14 – pośrednimi członkami związku. Członkostwo Gryfic i Trzebiatowa w Hanzie podlegało takim samym warunkom, co innych pełnoprawnych członków. Kupcy organizowali skup produktów rolnych, m.in. zbóż, wosku, skór, smoły, konopi, mięsa i miodu. Towary eksportowano do wielu miast nadmorskich, m.in. do Lubeki. Pozwalał na to przywilej wydany przez Warcisława IX i Barnima VII z 1436 dla Holendrów, którzy stali się poważnym partnerem w handlu zbożem.

## Zatarg Gryfic z klasztorem w Białobokach

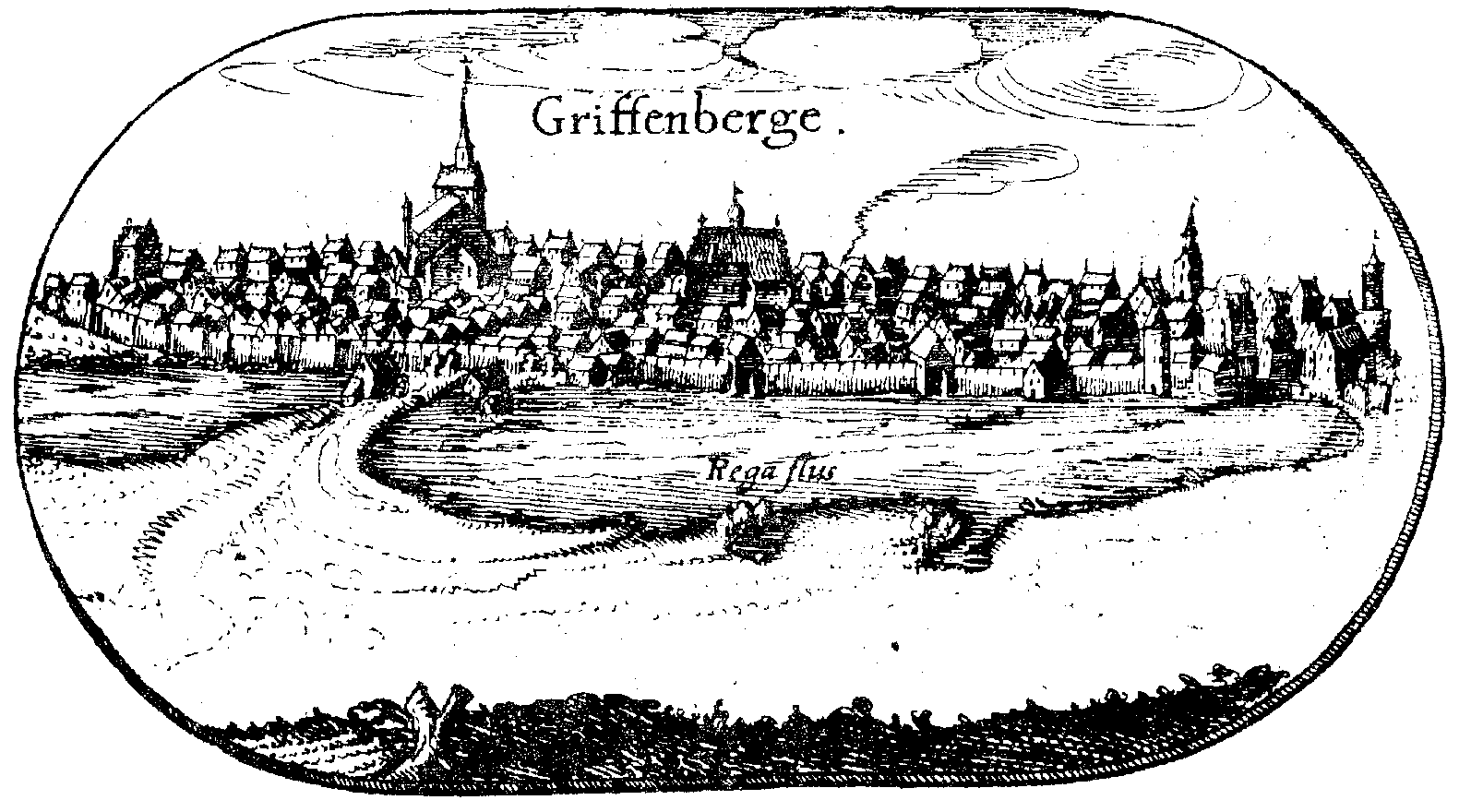
Gryfice – panorama miasta według Johanna Wolfarta na Wielkiej Mapie Księstwa Pomorskiego Lubinusa (1618)

### Norbertanie przeciw prawu
W 1317 r. zakonnicy z klasztoru białobockiego spowodowali długoletni zatarg z Gryficami o swobodny spław rzeką. Opat klasztoru nakazał zagrodzenie rzeki tamą i likwidację jazów rybnych przy jej ujściu. Zmieniony nurt Regi i powbijane pale uniemożliwiły żeglugę na rzece . Rybakom ponadto zarekwirowano zabudowania, sieci i sprzęt pomocniczy. Musieli oni uiszczać myto od wiosła w postaci części swego połowu morskiego. Utrudnienia spotkały się z oporem gryficzan – miasto nie chciało podporządkować się zakonnikom. Brak pełniejszych danych źródłowych z lat 1317–1325 nie pozwala na dokładniejsze poznanie tła konfliktu.

### Proces

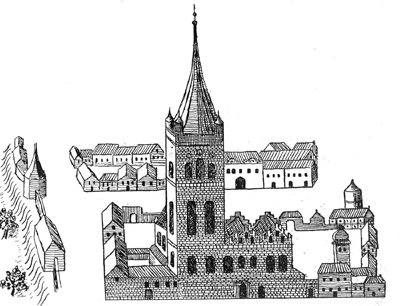
Nieistniejący już kościół Mariacki w Szczecinie

Gryficzanie skierowali skargę do papieża Jana XXII, na mocy której rozpoczęto proces w kościele mariackim w Szczecinie (1326–1328). Gryfice reprezentował rajca miejski Herman z Łobza, a Białoboki ks. kanonik Herman z Gryfii, prokurator klasztorny. Proces rozpoczął się od oficjalnego protestu prokuratora i oskarżenia rady miejskiej w Gryficach o czyny bezprawne i przestępcze. Przy zgromadzonych białobocki prokurator rzucił jednocześnie klątwę na skarżących, ogłaszając ich wyłączonymi ze społeczności chrześcijańskiej. Proces zakończył się zwycięstwem gryficzan w dniu 28 stycznia 1328. Opat nie pogodził się z przegraną, odwołując się do sądu papieskiego. W dniu 7 maja 1328 ponownie uznano roszczenia gryficzan, norbertanom natomiast nakazano usunięcie urządzeń blokujących żeglugę na rzece i zapłacenie odszkodowania w wysokości 5000 srebrnych marek.

### Porozumienie
Norbertanie nie przyjęli postanowień sądu papieskiego. Dopiero okupacja ich majątku spowodowała ustąpienie i poddanie się egzekucji w 1330 r. Usunięto zapory na rzece i wypłacono Gryficom odszkodowanie w wysokości 1500 grzywien srebra. W dniu 8 września 1331 w gryfickim ratuszu odczytano orzeczenie sądu i porozumienie zawarte z klasztorem. W 1337 opactwo przekazało kościołowi farnemu w Gryficach wieś Górzycę.

## Konflikt Gryfic z Trzebiatowem

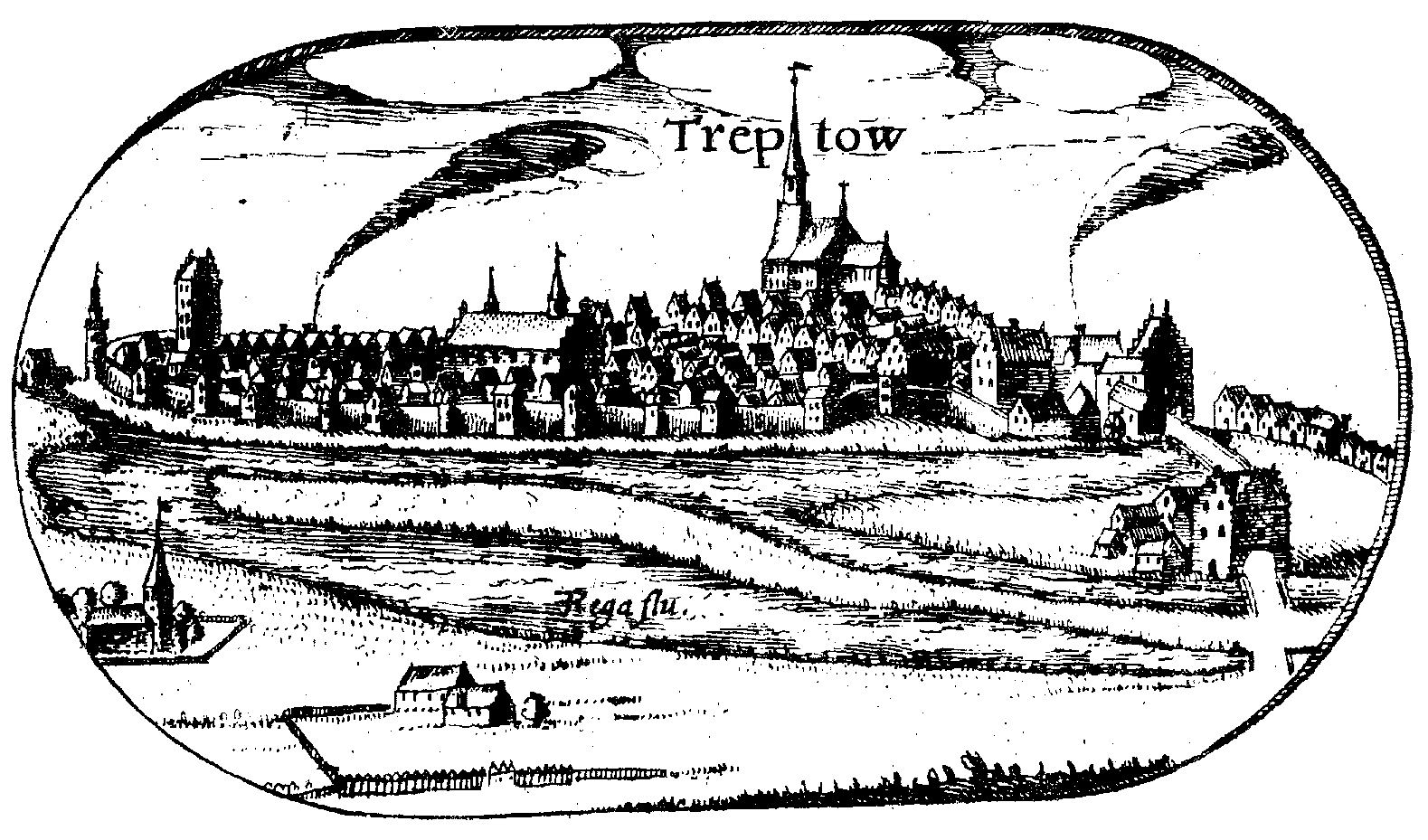
Trzebiatów – panorama miasta według Johanna Wolfarta na Wielkiej Mapie Księstwa Pomorskiego (1618)

### Zarzewie sporu
W XV wieku kilkakrotnie dochodziło do sporów z położonym na północ od Gryfic Trzebiatowem, który próbował pobierać opłaty celne od statków gryfickich przemierzających Regę . Podłożem konfliktu było ograniczenie dochodów gryficzan oraz podporządkowanie miasta pod prawo składu. Ogromne zyski trzebiatowianie czerpali po przywileju wydanym w roku 1436 Holendrom, którzy stali się ich odbiorcą w handlu zbożem.
W 1449, pod pretekstem zakłócania pracy młynów, Trzebiatów próbował zablokować rzekę dla wszystkich statków płynących z południa, co doprowadziło do eskalacji konfliktu. W dno rzeki powbijano pale, a brzegi obsypano wałem ziemnym, który zwężał jej koryto na znacznym odcinku . Gryficzanie odwołali się do księżnej Marii i współrządzącego z nią księstwem słupskim Eryka I.

### Przewód sądowy

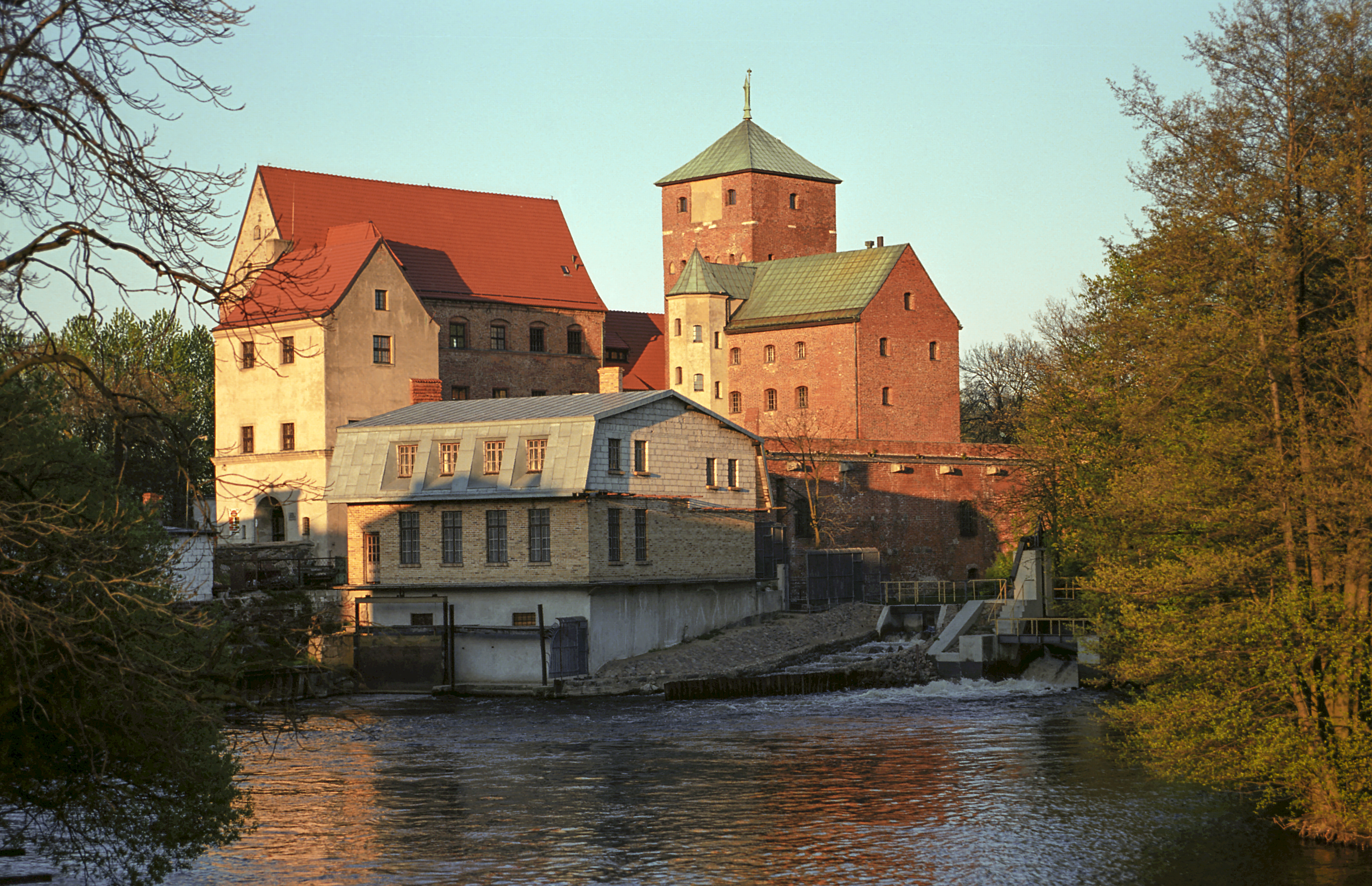
Zamek w Darłowie

Konflikt rozstrzygnięto podczas przewodu sądowego w Darłowie, który odbył się w 1449. Wyrok został zatwierdzony przez sąd książęcy i fakultet prawny Uniwersytetu Greifswaldzkiego. Gryfice miały otrzymać odszkodowanie w wysokości 100 000 florenów reńskich.
Skarga została wniesiona do kancelarii papieskiej przez radę miejską w Trzebiatowie w 1450 (tzw. sprawa w 2. instancji). Papież Mikołaj V nakazał swym przedstawicielom zapoznanie się z wniesionymi dokumentami i zbadanie przyczyn konfliktu. Sąd papieski przychylił się do zdania poszkodowanych gryficzan i ponownie zatwierdził wcześniejszy wyrok książęcy. Trzebiatowianie wraz z opatem białobockim (wspierających działania miasta) nie pogodzili się z oboma wyrokami. Zabiegi Eryka I, księcia słupskiego, w sprawie poddania się wyrokom nie odniosły skutku.

### Wyprawy orężne
Z niewyjaśnionych przyczyn wyrok papieski uległ zmianie na korzyść Trzebiatowa. Tym samym uchylono poprzedni. Gryficzanie nie pogodzili się z orzeczeniem papieskim i przedsięwzięli wyprawę przeciw skarżącym. W wyprawie wzięli również udział okoliczni rycerze. Wyprawa zakończyła się zwycięstwem. Gryficcy zaciężni zdołali odebrać należne im sumy. Splądrowano miasto i okoliczne posiadłości rolne. Uprowadzono także wszystkie stada inwentarza. Późniejszy odwet zbrojny przeprowadzony przez trzebiatowian nie doprowadził do uznania wyroku papieskiego. Walki pomiędzy miastami nie ustały. Wzajemne napady rabunkowe na karawany kupieckie, nakładanie kontrybucji oraz pustoszenie okolicznych wsi doprowadziły do ruiny oba ośrodki miejskie. W 1453 książę Eryk doprowadził do zakończenia walk zwaśnionych stron. Opowiedział się za Gryficami. Potwierdził jednocześnie prawo do wolnej żeglugi na rzece Redze dla gryficzan oraz złożył gwarancję praw przy ewentualnych podziałach kraju.
Konsekwencją działań księcia Eryka było zawarte porozumienie Trzebiatowa z klasztorem białobockim. W roku 1457 trzebiatowianie – przy współpracy z zakonnikami – przekopali nowe, skrócone koryto rzeki Regi (z pominięciem jeziora Resko Przymorskie) w okolicy dzisiejszego Mrzeżyna i założyli tam nowy port.

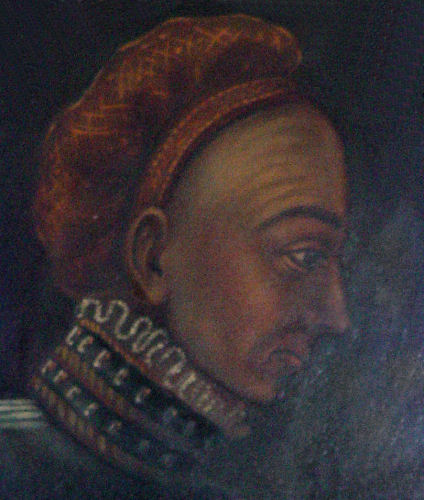
książę Bogusław X

### Koniec 40-letniego sporu
W kolejnych latach ponownie dochodziło do zatargów pomiędzy miastami. Sytuację załagodził Bogusław X, który w pierwszych latach swego panowania zakończył czterdziestoletni okres walk obu miast nad dolną Regą (23 października 1488). Gryfice otrzymały ponownie prawo wolnej żeglugi (potwierdzone w 1459). Rzeka została odblokowana. Nadano ponownie prawo do budowy budynku w nowym porcie, służącego do przechowywania sprzętu i towarów. W zamian gryficzanie byli zobowiązani do dostarczania przez dwa dni w roku 25 wozów do pracy, konserwacji i naprawy urządzeń portowych; Trzebiatów natomiast miał przebudować śluzy wodne w celu swobodnej żeglugi.

### Kolejne zatargi
W latach 1538 i 1554 doszło do ponownych zatargów z Trzebiatowem. Zostały one spowodowane niedostarczaniem przez gryficzan podwód do renowacji falochronów oraz budowy statków, które były zbyt wielkie w porównaniu do przepustowości śluz. Konflikt zakończył się w 1589.
Ożywienie handlu polskiego i współpraca z portami w Kołobrzegu, Darłowie oraz pośrednio z Trzebiatowem i Gryficami, spowodował wzrost gospodarczy obu ostatnich miast, w czasie II wojny północnej, nazywanej także potopem szwedzkim (1655–1660). Pomiędzy miastami wystąpił krótkotrwały spór, który został zakończony z korzyścią dla Gryfic. Umowa przewidywała m.in. bezcłowy spław rzeką Regą towarów do portu u ujścia rzeki. W 1656 trzebiatowianie wyznaczyli plac rozładunkowy w Kątkowie. Gryficzanie zbudowali tam spichlerz zbożowy oraz magazyny. W umowie zastrzeżono jednak, że prawa gryfickich kupców nie mogły tyczyć obcych kontrahentów.
W 1686 r. doszło już do ostatniego konfliktu gryficzan z Trzebiatowem. Zatarg tyczył spławu drewna rzeką Regą. Sprawę załatwiono w drodze obopólnych negocjacji. Miasta nie odniosły się do wyższych władz świeckich i kościelnych. W pierwszej połowie XVIII w. w wyniku zamulenia koryta rzeki oraz obniżenia poziomu wód zaprzestano żeglugi rzecznej. Tym samym oba miasta zaczęły powoli tracić na znaczeniu w handlu rzecznym i morskim.